# Lambach (Moselle)
Lambach település Franciaországban, Moselle megyében. Lakosainak száma 475 fő (2022. január 1.). Lambach Enchenberg, Lemberg, Reyersviller és Siersthal községekkel határos.

## Népesség
A település népességének változása:
| Lakosok száma | 648  | 562  | 542  | 548  | 521  | 515  | 508  | 504  | 492  | 475  |
|               | 1968 | 1982 | 1990 | 2006 | 2013 | 2015 | 2017 | 2019 | 2020 | 2022 |